# Accensi
Die Accensi waren Ersatzmannschaften im römischen Heer, die außerhalb des eigentlichen Heeres standen und den einzelnen Heeresabteilungen zugewiesen wurden, um eintretende Lücken in diesen sofort auszufüllen. Sie decken sich ursprünglich mit den adscriptivi. In der Manipularaufstellung hatten sie ihren Platz hinter der letzten Linie und galten begreiflicher Weise als wenig zuverlässig. Ursprünglich waren sie unbewaffnet und hießen daher velati (Gegensatz zu sagati, nach Mommsen). Die Bezeichnung velati passt eigentlich für alle fünf Centurien der Unbewaffneten (Immunes), wie die Spielleute und die Handwerker (fabri). Außerdem stellten sie die Burschen der Subalternoffiziere (der decuriones und centuriones), aus diesen speziellen Accensi sind dann die späteren bürgerlichen accensi velati hervorgegangen. In der späteren Zeit wurden die Accensi durch die supernumerarii („Überzählige“) ersetzt.